# Linjetjärnen, Västerbotten
Linjetjärnen är en sjö i Norsjö kommun i Västerbotten och ingår i Umeälvens huvudavrinningsområde.